# Foro del Bue

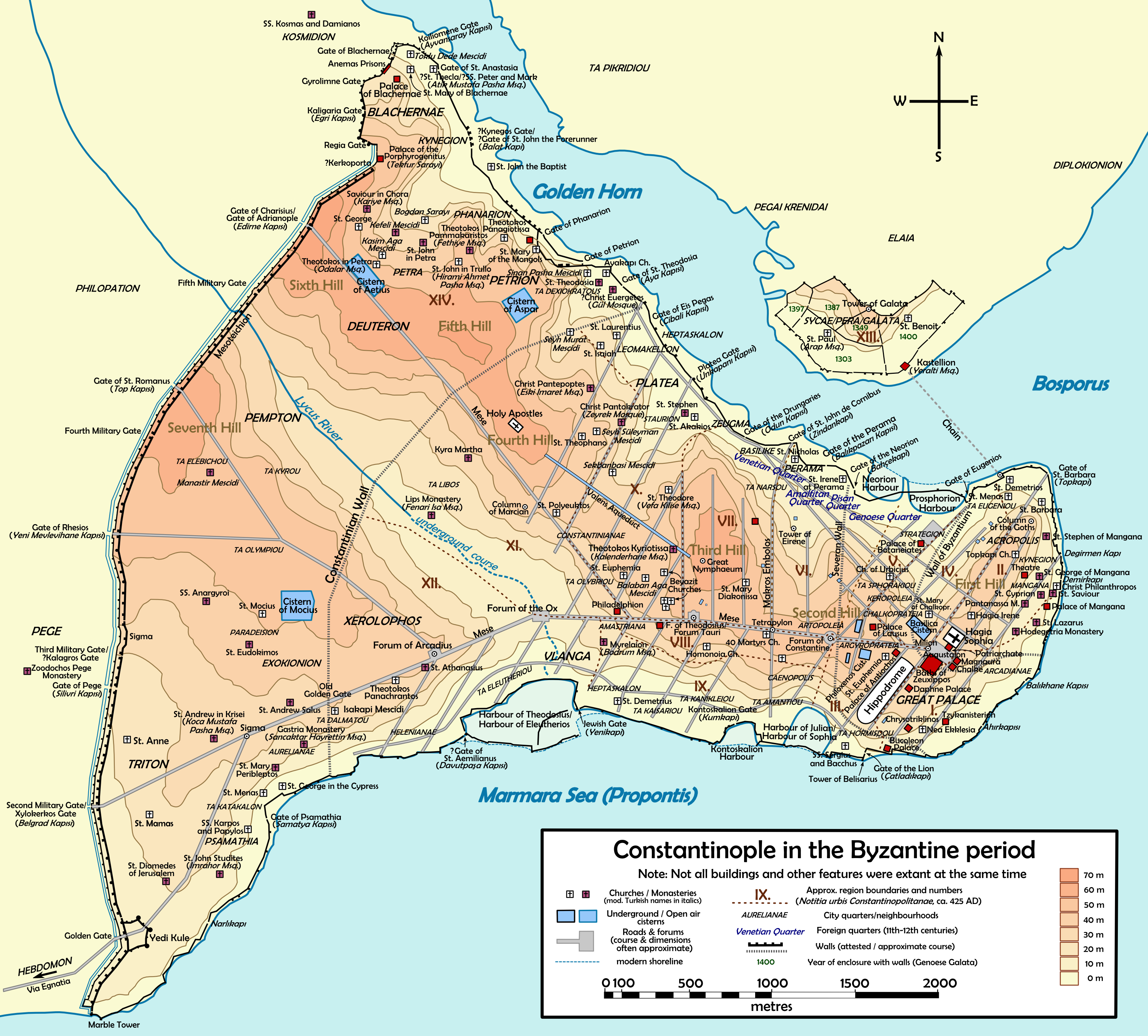
Mappa di Costantinopoli bizantina. Il Forum Bovis si trova vicino alla sezione centrale delle mura marine, a circa 350 m. a nord del porto di Eleutherion

Il Foro del Bue (in latino Forum Bovis, in greco ὁ Bοῦς?, che significa "il Bue") era un foro (cioè una piazza pubblica, in latino  Forum) della città di Costantinopoli (l'attuale Istanbul). Utilizzata anche come luogo di esecuzioni pubbliche e torture, scomparve completamente dopo la fine dell'Impero bizantino.

## Ubicazione
Il Foro si trovava lungo il ramo meridionale della Mese Odós (la via principale della città), nella valle del torrente Lycus, tra il settimo e il terzo colle di Costantinopoli. Dal punto di vista amministrativo, era incluso nell'undicesima Regio della città e il suo sito si trova oggi nella mahalle di Aksaray.

## Storia
Questa piazza faceva forse parte del progetto originario di Costantino il Grande; come gli altri fori di Costantinopoli, fu certamente costruita nel IV secolo. Il nome della piazza deriva da una grande statua cava di bronzo che rappresentava la testa di un bue. La statua, portata a Costantinopoli da Pergamo in Asia Minore, fu usata sia come fornace che come strumento per attuare la tortura del toro di Falaride: le persone venivano chiuse all'interno del bue, che veniva poi riscaldato fino a soffocarle e bruciarle. Durante la prima persecuzione dei cristiani in Asia Minore sotto l'imperatore Domiziano (r. 81-96) il bue, che si trovava ancora a Pergamo, fu usato per giustiziare Sant'Antipa. Secondo la Patrologia Latina, sotto Giuliano l'Apostata (r. 361-363) molti cristiani vennero bruciati all'interno del toro, che a quel tempo era già stato trasferito a Costantinopoli. Il bue fu usato anche per la tortura dei cristiani. Nel 562 il Foro, all'epoca circondato da magazzini e botteghe, fu incendiato. Anche il corpo dell'usurpatore Foca (602-610) fu incenerito nella testa del bue dopo la sua deposizione. Secondo alcune fonti, l'imperatore Eraclio (r. 610-641) fuse la statua per coniare le monete necessarie a pagare il suo esercito per la guerra contro i Persiani. Tuttavia, ciò non è certo, poiché le esecuzioni con il Bue continuano a essere attestate anche dopo il regno di Eraclio, ad esempio quando Giustiniano II (r.685-695 ; 705-711) fece bruciare nel Bue i due patrizi Teodoro e Stefano, entrambi coinvolti in un complotto fallito contro di lui. Lo stesso imperatore ampliò e abbellì la piazza. Durante l'Iconoclastia bizantina, Santa Teodosia (†729) e Sant'Andrea da Creta (†766), entrambi difensori della venerazione delle icone, furono giustiziati nella piazza. La prima fu giustiziata con un corno d'ariete che le trapassò il collo.

## Architettura

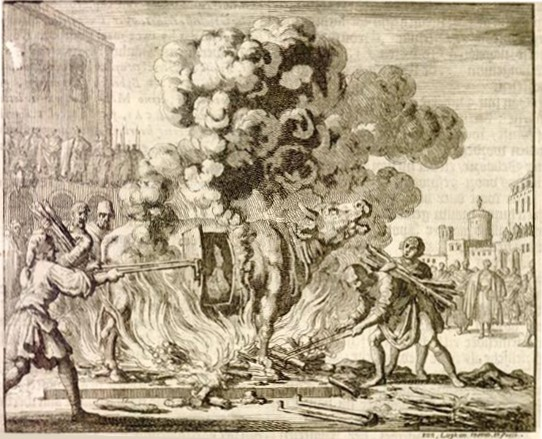
Rappresentazione idealizzata dell'esecuzione del toro di bronzo a Pergamo

Conosciamo la posizione del Forum Bovis grazie all'opera De ceremoniis, scritta dall'imperatore Costantino VII Porfirogenito (913-959). Egli scrive che le due processioni imperiali che partivano dal Gran Palazzo e si dirigevano ogni anno rispettivamente alle chiese di Santa Maria della Fonte e di San Mocio transitavano per la piazza. Sulla base di queste informazioni, il Foro dovrebbe trovarsi nel moderno quartiere di Aksaray.
Il Foro aveva una pianta rettangolare con lati di 250 m e 300 m di lunghezza. Secondo una fonte, negli anni '50 la sua forma era ancora riconoscibile come uno spazio limitato a nord da terrazze alte 7-8 metri. Secondo altri, la piazza dovrebbe essere situata a sud-sud-est della moschea ottomana di Murat Pascià. In età bizantina, la piazza era circondata da portici ornati da bassorilievi e nicchie con statue. Tra queste, spicca un gruppo che rappresenta Costantino il Grande e sua madre Elena che si tengono per mano su una croce d'argento dorata, una composizione che divenne molto popolare nell'arte bizantina.
Vicino al Foro si trovava anche il Palazzo di Eleuterio (così chiamato perché si trovava nel quartiere bizantino di ta Eleutheriou e si affacciava sull'omonimo porto sul Mar di Marmara), costruito dall'imperatrice Irene (r. 775-797), e un bagno eretto sotto Teofilo (r. 813-842) dal patrizio Nicetas. Il Forum Bovis era ben collegato con altre zone importanti della città: la Mese, in direzione est, collegava il Foro con il Forum Amastrianum e il Forum Tauri. In direzione ovest, la stessa strada iniziava a salire sulla settima collina, raggiungendo il Foro di Arcadio e l'altopiano di Xeropholos. Infine, la Mese attraversava le Mura Teodosiane presso la Porta Aurea. Questo tratto di strada corrisponde alle moderne strade di Istanbul Çerrahpaşa Caddesi e Kocamustafapaşa Caddesi. Altri due percorsi collegavano la piazza con le porte di San Romano (moderna Topkapı) e di Pege (moderna Silivri kapı).
La zona del foro non è ancora stata scavata. Il quartiere in cui sorgeva il Foro non fu mai colpito dai grandi incendi che devastarono Istanbul nel XIX e XX secolo. Nel 1956, durante i lavori per la costruzione di Millet e Vatan Caddesi, le due grandi strade che attraversano la Istanbul storica, furono rinvenuti due pilastri alti due metri e con una base larga 3 m x 4 m all'esterno del muro meridionale della Moschea di Murat Pascià. Questi pilastri, forse appartenenti a un arco di trionfo, facevano probabilmente parte del Foro. Inoltre, durante questi scavi sono stati trovati in situ anche singoli elementi costruttivi. Nel 1968-71, durante i lavori per la costruzione dello svincolo stradale di Aksaray a sud-est della Moschea di Pertevniyal Valide Sultan, non sono stati trovati resti della piazza.